# Història de la moda

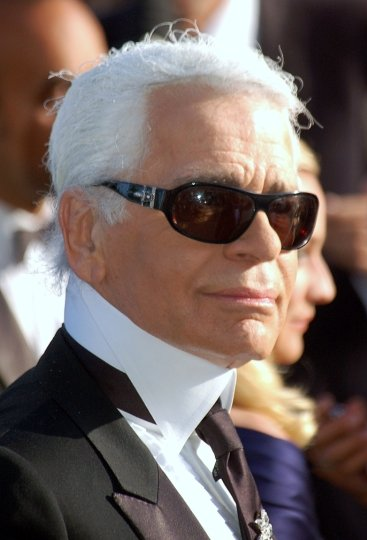
Karl Lagerfeld, l'un dels dissenyadors de moda més coneguts arreu del món.

La història de la moda reflecteix l'evolució cronològica de les peces de vestir. La moda és l'art del vestit, de la confecció de les peces a base de paràmetres funcionals i estilístics, sigui en roba com en accessoris (barrets, guants, cinturons, bosses de mà, sabates o ulleres…). La seva història és reflex dels canvis culturals i de les influències entre comunitats en contacte, que expliquen la diferència en el vestit i accessoris al llarg del temps.

## Edat Antiga
La història de la moda comença amb l'aparició d'Homo Sapiens que en un principi es cobreix amb pells d'animals que caçava. Durant el Neolític, l'ésser humà sap filar i teixir, però la roba que utilitza són trossos de petites mides, que no s'adapten al cos, encara que apareixen ja els primers dibuixos ornamentals. Els primers rastres de com vestien els nostres avantpassats venen sobretot de les restes arqueològiques, sigui en forma de dibuixos sobre ceràmica o en forma de pells. Allà on es troben fibres d'animals o vegetals fa pensar que les peces rudimentàries i les pells s'utilitzaven principalment sense tallar i tot sovint sense cosir, unides per algun tipus de ganxo o simplement lligades. Tot i així s'han conservat teles, agulles d'os, botons fets amb rens, collars d'ambre i palets de teixir la fusta. L'ofici del teixidor caldria situar-lo cap al Neolític i aquest feia peces de roba més aviat semicirculars o en forma de T.

### L'antic Egipte

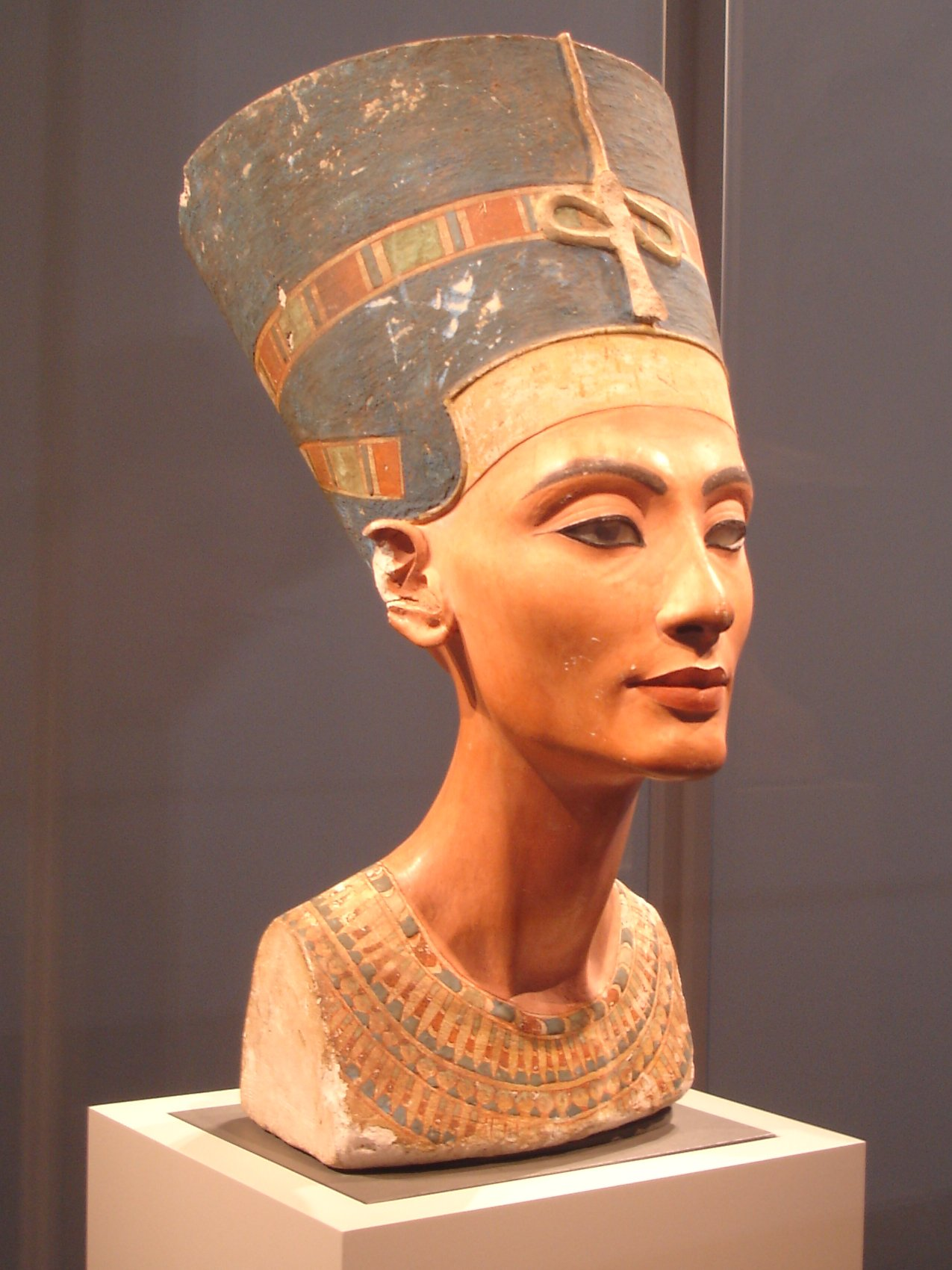
Bust de Nefertiti al Neues Museum, Berlín.

De manera general a l'antic Egipte el lli era el material més utilitzat per confeccionar peces de roba. Va ser així durant pràcticament tres mil·lennis, sent utilitzat per altres civilitzacions com la grega. Aquest material es cultivava al Vall del Nil. Era un teixit fresc i lleuger, apte per a la temperatura regnant. Les peces de roba eren molt senzilles, amb un tall mínim. Els homes acostumaven a vestir el squenti, una peça que cobria els malucs tot penjant i formant plecs. La dona, en canvi, utilitzava el calasiris, una espècie de vestit en tub, a vegades amb mànigues desmuntables. Els egipcis, d'altra banda, acostumaven a representar els nubis amb arracades d'or i perruques. Una altra de les peces que es poden destacar de l'Antic Egipte és el vestit amb cordes. Se n'ha trobat alguns i es pensa que podrien ser utilitzats per ballarines. El vestit deixa totalment el cos a la vista atès que els espais d'entrenusos són oberts. Les perruques també eren molt comunes a Egipte. La reina Nefertiti és potser el personatge més destacat del món de la moda pel que fa a l'antic Egipte. Deu la seva fama sigui per la seva bellesa com per la influència política que tenia sobre el seu espòs Ajnaton, que va regnar al segle xiv aC. La marca d'identitat de la reina és una corona alta de perfil recte i part superior plana, dissenyada exclusivament per ella. Les seves llargues túniques eren del lli més fi i plisat. Es pintava els llavis de color vermell, d'igual manera que els ulls amb negre. Aquest aspecte ens revela la passió a l'antic Egipte de maquillar-se atès que no és pas l'única que ho feia. L'any 1923 es va presentar un bust de Nefertiti a Berlín, fet que va desencadenar una autèntica egiptomania a l'època de l'Art Déco.

### Mesopotàmia
El kaunakès (peça de llana cardada) va començar sent una simple pell de cabra o ovella amb el pèl cap en fora, molt ben confeccionada que imita els pèls d'animal, a ser la sensació. Es va posar molt de moda en la cultura sumèria. El Déu lunar Nannar sumeri es representava precisament així. A Sumèria els reis portaven barbes llargues i lligadures altes i punxudes de cerimonial que deixaven caure cabell al llarg de la nuca.

### L'antiga Grècia

#### Els minoics
La civilització minoica destaca entre les altres cultures europees de l'Edat del Bronze per les seves cenyides peces cosides. La breu cintura, característica dels vestits minoics -masculins com femenins, quedava ressaltada pel que fa a les dones gràcies a l'ús de barrets i mànigues adornades, acompanyades per faldilles llargues que anaven fins als peus. Els homes portaven gorres punxagudes i tapalls o mini faldilles al voltant dels malucs. El tors quedava al descobert, tot i que s'ha de dir que cap als darrers anys de la cultura, també van aparèixer túniques. El maquillatge també estava estès entre els minoics fins i tot entre el públic masculí.

#### Grècia clàssica
A l'antiga Grècia s'utilitzava el lli, la llana i el cotó, i més tard la seda -provinent d'Orient-, amb peces rectangulars rivetejades pels quatre costats, sense costura ni vores, acompanyades de fíbules i cinturons. La vestimenta era simple i drapejada per tal d'aconseguir un efecte sofisticat. Es podia adaptar a les necessitats de cada estació. La indumentària de l'antiga Grècia constava de dues peces. La primera era la superior i era unisex. Es tracta del quitó, una túnica sense mànigues que arribava fins als genolls i que se cenyia a la cintura. La segona era l'himatió que consistia en una espècie de túnica rectangular que es posava sobre l'espatlla esquerra i que es recollia pel costat oposat, deixant ordinàriament lliure els moviments del braç de la part no coberta. Les dones també utilitzaven el pelpe, que és una altra versió de la túnica lligada parcialment a les espatlles. La clàmide, per la seva banda, era una peça de vestir lleugera, feta de llana, que es vestia com a capa entre els soldats de la cavalleria

### L'Antiga Xina
La Xina és sobretot coneguda en aquesta època per la seda, un nou material que arriba a través de la ruta del mateix nom. Els abundants vestits i peces que s'han trobat en diferents tombes xineses demostren un estil altament sofisticat per a l'època. L'estil xinès està ple d'estampats, teixits de gasa translúcids, superposicions de diverses longituds, folres, feixes i colls que aconsegueixen combinacions de color força destacats. El quimono seria la vestimenta més destacada d'aquesta civilització, tot i ser associat habitualment al Japó. I és que el Japó va adoptar la vestimenta xinesa de la dinastia dels Han. Es tracta d'una túnica llarga acompanyada d'una feixa àmplia als malucs. El quimono és una roba d'estil T. Els xinesos utilitzaven sandàlies de cuir o botes lligades als tous de la cama.

### L'Antiga Roma
A l'antiga Roma la vestimenta estava molt regulada sobretot si es tractava de roba masculina. El rang i l'estatus social determinaven si un podia o no utilitzar la toga, la peça característica dels romans. De fet, la toga només es destinava als ciutadans. El rang també determinava si es podia utilitzar o no alguna vestimenta amb colors, principalment el púrpura. Precisament la púrpura era exclusiva de l'emperador. Tot i així sacerdots o senadors podien utilitzar una franja d'aquest color sobre les togues, sempre que servissin l'exèrcit o l'administració. La vestimenta bàsica per les dones era l'estola, que se sobreposava a la toga. L'emperador o els alts càrrecs, a més, portaven un llorer. També s'ha de destacar els diferents pentinats que es trobaven a l'època com ara rínxols o la utilització de crema (a base de grassa animal) per a cabell. Les teles es pintaven ajudant-se de rúbia, safrà i indi. La majoria de roba és de llana i lli, a vegades brodada. Amb la ruta de la seda aquest material també es va estendre. El calçat habitual era igual que el xinès, és a dir, la sandàlia de cuir. Cal destacar, d'altra banda, la roba interior romana. S'ha trobat roba interior feta amb cuir i gimnastes pintades amb un tapall i un "biquini" prematur per la part de dalt.

#### L'estilromà d'Orient
Quan Roma es va veure sacsejada pel cristianisme i separada per les invasions bàrbars que van fer caure l'Imperi d'Occident (476 dC), la moda romana d'Orient va decicir-se per una barreja entre els estils grec, romà i oriental. Aquesta combinació va entrar a formar part de la vestimenta eclesiàstica. És el cas del pallium, la casulla o la dalmàtica, que van ser adoptades per vestir els bisbes o capellans; siguin catòlics o ortodoxos. La roba que es portava a l'Imperi Romà d'Orient mostrava el rang al qual es pertanyia. Els més poderosos vestien llargs vestits fluids de seda ricament adornats amb fils d'or i joies o pedres precioses. Era important adornar-se d'objectes preciosos. Tot plegat a imatge del rei Justinià I i la seva dona Teodora. La plebs vestia túniques de llana més simples amb botes i amb una capa llarga per sobre. Portar barba era considerat com a element formant part dels estrangers. La púrpura seguia sent també utilitzada pels alts rangs.

## Edat mitjana

### Alta edat mitjana
Els pobles bàrbars que van invadir l'imperi d'Occident fent-lo caure venien d'un clima força fred i per aquesta raó utilitzaven llana per confeccionar la seva vestimenta. Necessitaven poder aguantar el fred i peces que repel·lissin l'aigua. Aquells que es van assentar a la península Ibèrica van començar a utilitzar seda o llana més fina. Els dos sexes vestien túniques folgades fetes amb rectangles de tela cosits i cenyits amb un cinturó (generalment túniques curtes amb mànigues llargues amb un escot en forma de T per representar la creu de crist). Per sobre portaven mantes o capes, a vegades folrades de pell per tal de marcar un cop més l'estatus social. Sota la túnica es portaven camises de lli. Les peces conservades de tombes revelen la passió pels bordats, així com per les joies refinades. Les túniques dels vikings afegien un davantal a la vestimenta. Els súbdits vestien tubrucs (el precursor del pantaló) -tot i que el rei també en portava- o mitges llargues que es lligaven amb tires de llana o cuir per sota dels genolls. És la peça més característica de l'època. La barba era molt comuna entre els homes. Fins a la introducció del teler horitzontal (1000), tots els teixits d'Europa es feien en telers verticals, en els quals la tensió es manté amb peses d'ordit al peu. L'elaboració de roba era una tasca molt laboriosa que les dones portaven a terme principalment a casa. La fibra més comuna, la llana, era segurament esquilada, netejada, cardada i filada en un fus. El teler es preparava amb fils d'ordit verticals i després s'entreteixien horitzontalment els fils de trama. Els vestits es basaven sobretot en les peces rectes unides pels voravius per tal de no malmetre cap tela.

### Plena i Baixa Edat Mitjana

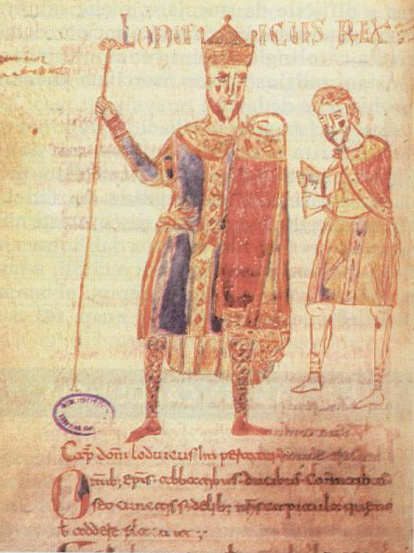
Lluís I el Pietós, fill de Carlemany, vesteix luxoses robes de seda amb gemes incrustades. La seva manta de damasc és especialment sumptuosa pel seu color i adorns de perles.

Un cop els bàrbars es van anar instal·lant creant els regnes a partir dels quals naixeran les futures nacions europees, sorgeixen nous estils de vestir. Són possibles gràcies a l'avenç de la tecnologia tèxtil, fet que va aportar nous teixits. Tot i així, la seda xinesa superava els productes locals, mentre que paral·lelament s'introdueix el cosit de llana. En deixen constància els manuscrits il·luminats carolingis i les restes dels monestirs anglosaxons. La túnica, encara comú per a ambdós sexes, es portava per sobre d'una peça de roba interior feta amb lli i, en el cas de les dones, sota una altra roba que es posava per sobre. A principis del medieval alt la vestimenta del clergat encara es diferenciava poc de la del poble. En aquest sentit se seguia l'estil romà. La voluntat de continuar amb l'herència romana -principalment a França, Castella, Catalunya i Itàlia- va fer que les dones es posessin un vel per sobre del cap. Alguns homes podien portar bandes de lli enrolades a les cames. L'escot, sigui d'home o de dona, havia d'estar confeccionat de manera a representar una creu (una T), que vindria a ser la creu de crist.

#### La influència de la literatura trobadoresca
La moda es va fer cada cop més cridanera al segle xii quan van començar les croades i la literatura trobadoresca. La roba va començar a ajustar-se, deixant entreveure per primer cop la silueta. És un estil més sensual i sofisticat que respon a la poesia i als relats d'amor cortès que celebren aquesta tendència. Els nobles dels dos sexes vestien el brial, una túnica de seda amb llargues mànigues, que s'acompanyava amb un calçat punxut, cabell llarg i elaborades capes. Amb tot es va aconseguir diferenciar el vestit religiós amb el popular. Si Nefertiti és el personatge més destacat de la moda a l'Edat Antiga, a l'edat mitjana en canvi era la reina d'Aquitània (França actual). Leonor d'Aquitània havia introduït noves modes, teixits i etiqueta a París, on va anar a viure als 15 anys per tal de casar-se amb el futur rei Lluís VII. Els seus vestits estaven carregats d'or, plata i pedres precioses. Va causar revolta entre la cort amb el seu kohi. Sota la seva influència la roba de les dones va partir transformació. La roba es va estretir, les faldilles queien amb plecs que ressaltaven l'ús de nous teixits.
Cap al segle xiii els vestits d'home i dona adquireixen volum i experimenten canvis similars: les mànigues s'ajusten a l'avantbraç, i la sobreveste o pellot (peça exterior sense mànigues) es van convertir en una peça bàsica del guarda-robes. Les lligadures es van fer més complexes: les dones utilitzaven xarxes o lligadures amb barboqueig i diademes, i els homes, petits bonets. Va desaparèixer la barba però a canvi va arribar el cabell arrissat. La poesia trobadoresca va influenciar i molt la conducta de les dones que es van posar a caminar tot balancejant-se.

#### Confecció a mesura

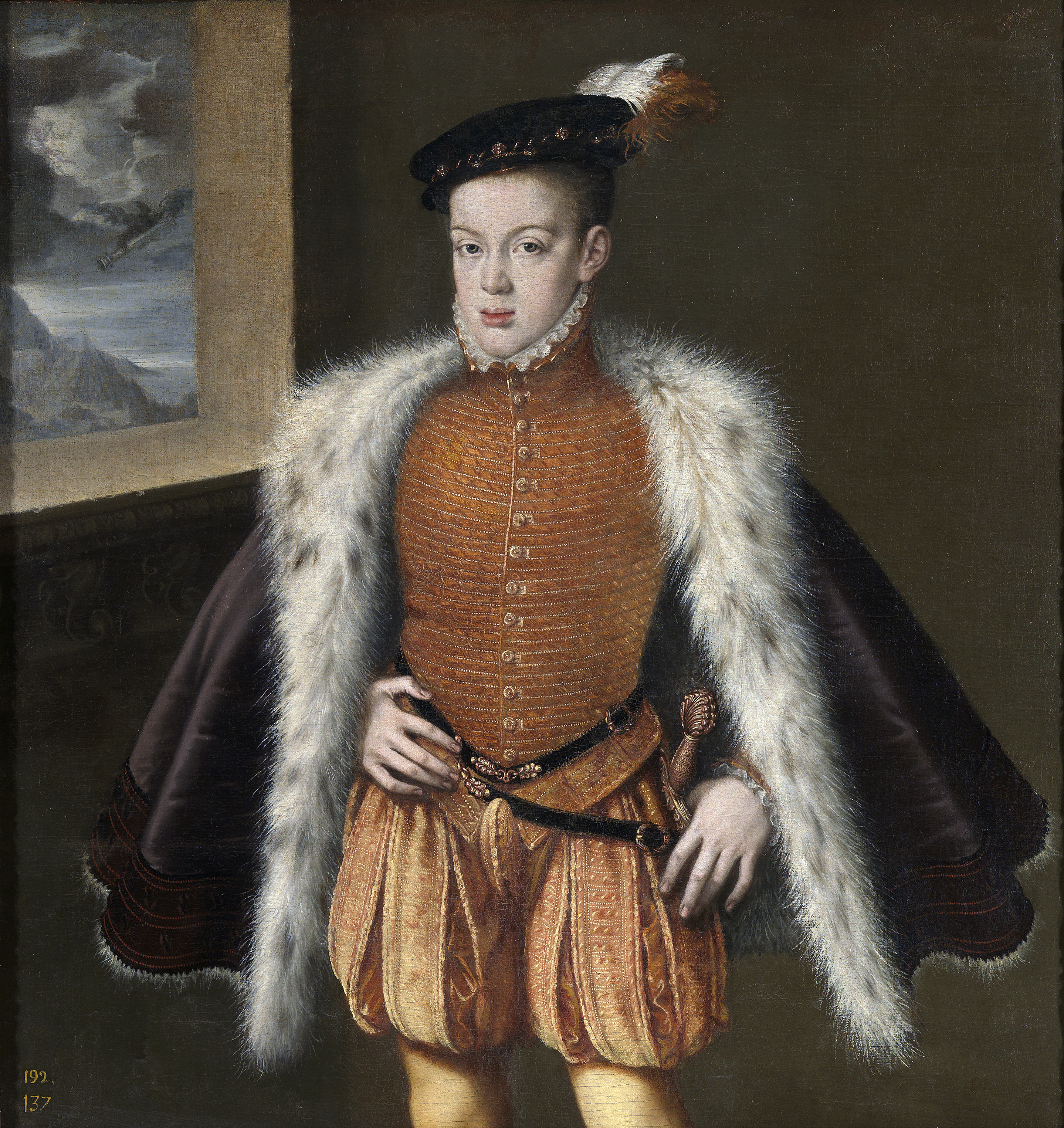
El Carles d'Àustria amb un gipó, l'any 1558

Cap al segle xiv es va passar de la simple túnica sense forma amb un cinturó a la roba feta a mesura. Són molts els que pensen que el ritme dels canvis de tendència que són l'essència de la moda es van accelerar a partir d'aquest segle. La roba es confecciona en dues peces. Està la mitja i després la túnica curta amb mànigues adaptades al braç. Els pits apareixen més voluminosos i s'ha abandonat l'escot en forma de T. Les sabates evolucionen, però en general segueixen sent totes punxudes. Existia l'estil de sabata a la polonesa, és a dir, ultrapunxuts, sabates perforades o sabates amb puna i xancla. Apareix el gipó i les mitges.

#### El gipó, les mitges i les lligadures
Un gipó (en català antic, també jupó, jubó o jubet) era una peça de roba masculina exterior amb mànigues, cenyida i curta fins a la cintura, que els cavallers es van començar a posar a partir del segle XIV, substituint l'anterior gonella (que va a passar a ser una peça femenina). Els cavallers se la posaven just sota l'armadura. Mentre la gonella es considerava, fins aleshores, una peça de roba interior, el gipó va passar a ser una peça de la indumentària civil.
El segle xv és testimoni d'una barreja d'estils regionals. Entre els homes, la cota o el gipó ajustat es va acurtar encara més i es portava amb una peça per sobre (roba o jaqueta) o sota les hopalandes (que van actualitzar les mànigues llargues). Amb la millora dels tints les teles van guanyar color alhora que es posava de moda el negre, sobretot entre les classes mitjanes, cada cop més consumidores de roba. L'ús de pells va atènyer el su punt àlgid, d'igual manera que les lligadures que eren cada cop més alts. Les lligadures angleses i franceses eren molt fantasiosos. Els italians en canvi eren més naturals. A Flandes es preferia lligadures menys vistoses i a Castella s'utilitzava les còfies (xarxa per atrapar els cabells). Els dos sexes es van fer un fart d'utilitzar mitges i hopalandes. També era habitual que durant una competició d'esgrima els joves es quedessin mig despullats, conservant només la roba interior.

## Edat Moderna

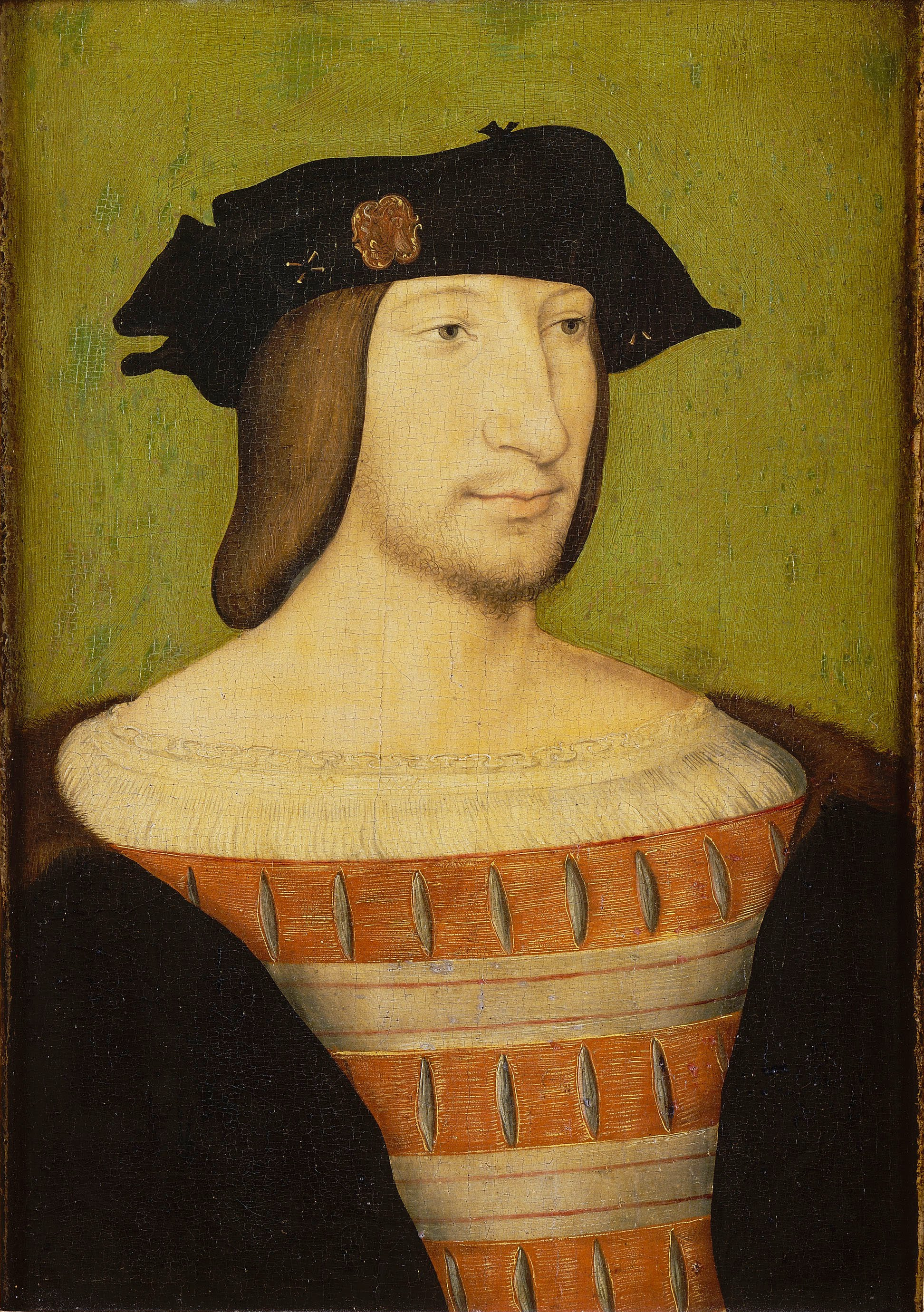
Francesc I de França pintat al 1515. És una bona mostra de l'home renaixentista: cabell llarg, cucurulla al cap, vestimenta totalment quadrada amb escot molt obert i mostrant la roba interior...

### ElRenaixement
El renaixement és un nom que s'aplica a l'època artística, i per extensió cultural, que dona inici a l'edat moderna i en què es reflecteixen els ideals del moviment humanista que va desenvolupar-se a Europa al segle xvi. Tot i que el terme procedeix de l'obra de Giorgio Vasari Vides de pintors, escultors i arquitectes famosos, publicada el 1570, no fou fins al segle xix que aquest concepte no va rebre una àmplia interpretació historicoartística. El mot «renaixement» es va utilitzar perquè aquest corrent reprenia els elements de la cultura clàssica. El terme simbolitza la reactivació del coneixement i el progrés després de segles de predomini d'un tipus de mentalitat dogmàtica establerta en l'Europa de l'edat mitjana. Aquesta nova etapa va plantejar una nova forma de veure el món i l'ésser humà, l'interès per les arts, la política i les ciències, revisant el teocentrisme medieval i substituint-lo per un cert antropocentrisme. El món de la moda també se'n va fer ressentir. Fins al segle xv, la història de la moda és la història de la vestimenta, atès que fins aquell moment els canvis en l'abillament eren molt lents o pràcticament inexistents, no es pot parlar de moda en el sentit actual. Amb el Renaixement es redescobreix la humanitat com a centre de l'Univers, per primera vegada es van estudiar les proporcions. Fins a la primera meitat del segle xvi homes i dones portaven vestits que resseguien les formes del cos sense alterar-les. A la segona meitat del segle xvi es va iniciar un procés de major rigidesa en el vestuari a causa de la influència de la moda d'Espanya i de la intervenció moral de la Contrareforma. Els vestits es van tornar a tancar, i a la fi del segle es va posar de moda la gorgera, que era un coll de tela emmidonat i les faldilles femenines eren en forma de campana rígida.

L'ambaixador Holbein el Jove (1533) del costat esquerre. Exemple de l'evolució renaixentista: un home amb presència mitjançant un gipó i una capa voluminosa.

#### L'home renaixentista
En lloc de l'alta figura vertical utilitzada durant el medieval, l'home renaixentista -més proper a allò terrenal i amb un nou interès per les idees clàssiques- prefereix formes més quadrades i baixes, d'expansió lateral. Així abandona el calçat punxagut i prefereix una punta més àmplia, les espatlles són grans i quadrades, els vestits amplis i amb escot marcat per mostrar la roba interior. El cabell passa de curt a llarg. Se segueixen utilitzant mitges però a canvi al cap es porten cucurulles de rotllo (ex.: retrat de Francesc I a dalt).

A mesura que les exploracions van anar avançant, la moda masculina també va anar canviant (ex.: l'ambaixador Holbein el Jove, costat dret). El vestuari volia expressar una masculinitat enèrgica i segura de si mateixa mitjançant voluminoses capes que donaven a l'home una presència física força major. Les espatlles -voluminoses- de les capes que tenien forat per encabir-hi els braços ressortien la part de dins que havia d'estar completament folrada de pèls. A tot això s'hi afegia, un greguesc amb bragueta, un gipó i sabates de puntera roma i bombades. Al cap se substitueix el cabell llarg per una barba i gorres de punt. La barba havia de ser tallada en forma de pala. Amb el conjunt total, l'home vestia tres capes de roba (el gipó, les mitges, el greguesc i la capa). També cal destacar, paral·lelament, que els cavalls van començar a ser també "decorats" perquè eren el símbol de dominació i poder. No és d'estranyar si el rei s'acompanyava amb un cavall altament "preparat" estèticament. També s'ha de destacar que la bragueta, tota una novetat, va venir acompanyada d'un augment artificial (ex.: Carles d'Àustria a dalt).

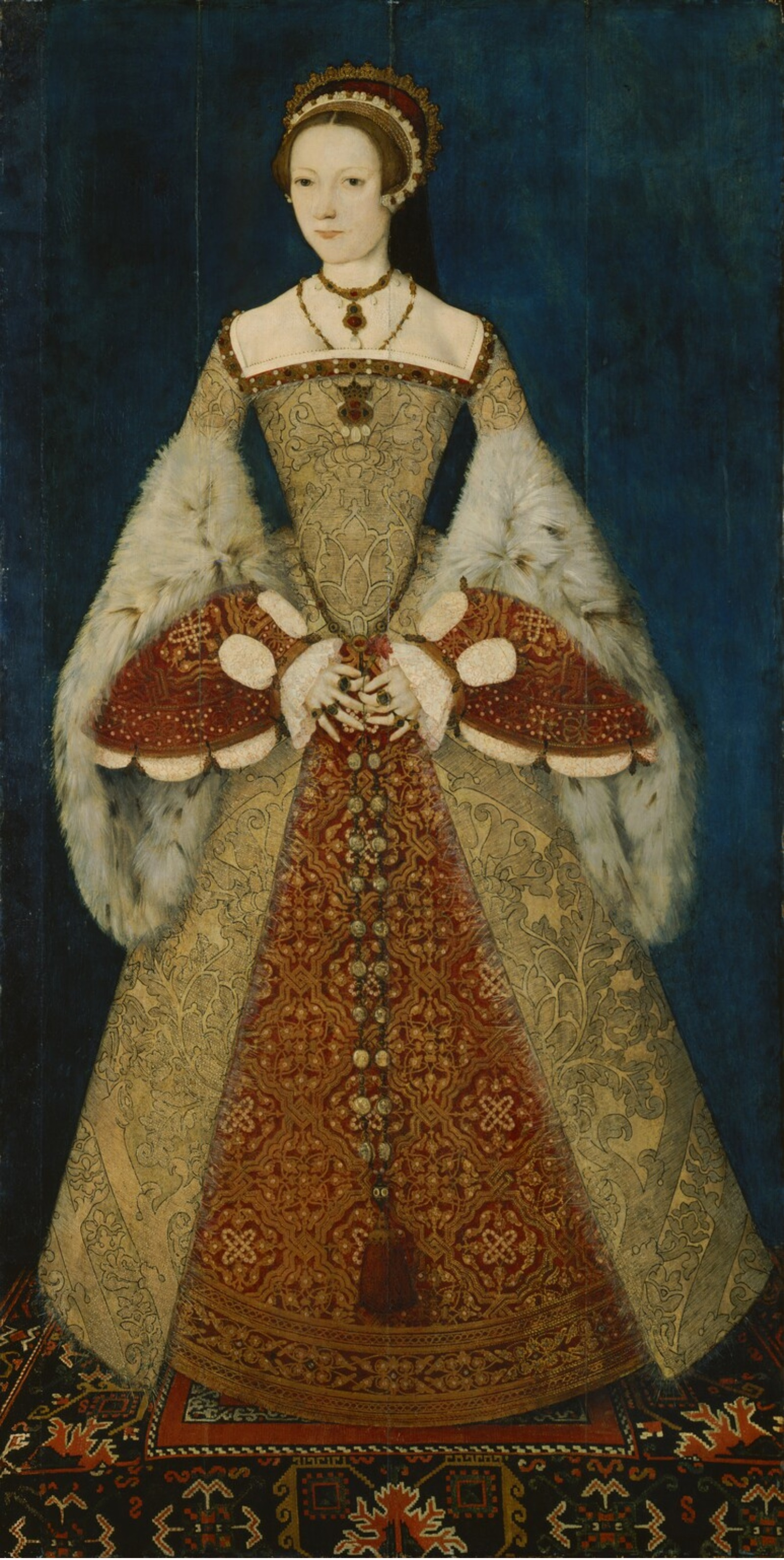
Retrat de Catalina Parr pel mestre John. És l'exemple de la dona renaixentista: vestit triangular, amb davantal, tors rígid, mànigues postisses,...

Ja cap a finals del renaixement la majoria de les tècniques de sastreria han millorat. El cos masculí adopta les perfectes línies rectes de les armadures, recreades en tela (ex.: Carles d'Àustria a dalt). La gorguera es fa més tova. Es porten barrets al cap. Les sabates són més planes però amb cintes i rosetes. Homes i dones comparteixen adorns de tota mena: rosetes, creus de crist... L'home porta una espasa i l'abillament en el seu conjunt perd voluptuositat per tal d'imitar l'armadura. Per exemple, la capa ja no és voluptuosa i es pot treure. No té forats per encabir-hi els braços, fet que ens indica que és més simple, però està més adornada. El gipó tampoc és tan aparatós. En conjunt l'abillament és més recte i precís. Per acabar, les mitges són ajustades i al bell mig dels genolls s'enganxen llaços.

#### La dona renaixentista
L'abillament de la dona renaixentista consta de dues parts bàsiques: el tors i la faldilla. Parteix d'una base triangular. Des d'aquesta òptica, la faldilla s'ampliava amb frunzits i plecs a partir de la cintura, obrint-se per deixar a la vista el davantal. El tors havia de ser recte i rígid, acompanyat de mànigues postisses als braços. Les mànigues es van fer més elaborades i grans. El conjunt podia anar acompanyat d'una musseta. Sota els elaborats vestits, i en contacte directe amb la pell, es portava una peça de roba interior feta amb lli: la camisa. Era una peça essencial atès que el lli protegia el cos dels vestits externs (que mai es rentaven). Quan -de la mateixa manera que els homes- es va posar de moda mostrar la camisa, va augmentar l'interès per la qualitat del teixit i dels bordats. El contrast entre negre i blanc va ser molt present en les modes més austeres així com en les més extravagants d'Europa.
A mesura que va anar avançant l'època moderna, la moda femenina també evoluciona. Cap al segle xvii, tots els aspectes del vestuari femení es van exagerar, en consonància amb l'estil masculí. Així doncs s'abandona completament l'estil triangular i s'adopten faldilles que amplien la cintura al doble o triple del normal; és el que s'anomena "faldilla guardainfant". És un període més geomètric. És un tipus de faldilla que va fer molt de furor a França. Aquestes faldilles aconseguien un efecte de silueta antinatural i que es veiés per primer cop el calçat -que ara incorpora el tacó. En conseqüència, el tors deixa de ser rígid i recte, per adoptar una corba. Les gorgeres són utilitzades per tot arreu. Els homes també les adopten. Amb la gorgera el cap queda totalment aïllat del cos. Els colls oberts deixen pas a un escot extremadament baix. Les mànigues es tornen molt cenyides com el gipó masculí. Tot plegat pot anar acompanyat d'un gran ventall de plomes tenyides.

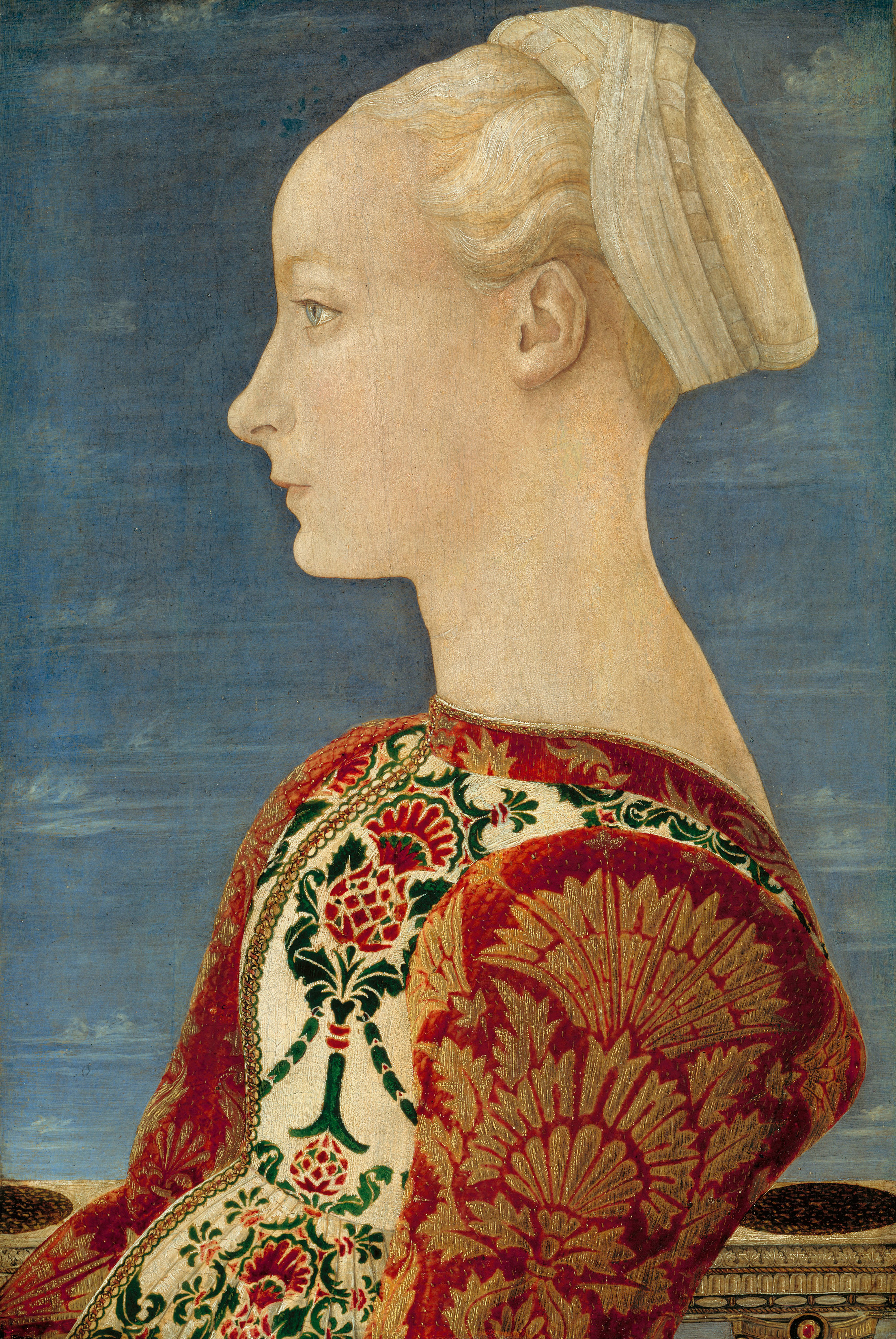
Retrat de la jove dama (1465), Gemäldegalerie de Berlín.

##### Fronts alts i lligadures
Un dels primers canvis amb l'arribada del Renaixement és la moda dels fronts alts i amb lligadures cilíndriques com que es pot veure en la il·lustració del costat dret. Les lligadures femenines ressaltaven un front alt i nu. Moltes dones es descolorien el cabell a fi d'aconseguir el ros de moda i s'afaitaven el naixement de l'arrel del pèl per crear un front més alt. A França, Borgonya, Regne Unit i Països Baixos es portaven lligadures cilíndriques de diferent alçada, sostingudes per un buc de filferro i amb un vel de seda o lli enganxat amb filferro o agulles.

#### L'estil otomà
Després de la caiguda de Constantinoble (avui Istanbul) l'any 1453, els otomans van edificar un imperi gegantí que ocupava el sud-est d'Europa fins a les fronteres d'Àustria i Polònia, anant d'Hongria als Balcans. L'Imperi Otomà també destaca per una moda altament sofisticada com l'occidental. L'abillament otomà destaca per la seva influència oriental que es va traduir en túniques llargues, botonadors horitzontals i turbants. També la moda veneciana va assimilar idees orientals a través del comerç romà d'Orient. Els otomans musulmans van seguir vestint-se amb peces soltes de segles anteriors, en contrast amb la passió occidental per les peces ajustades, de diverses peces i rígides. Portaven menys capes de roba i aquesta era més senzilla. En essència, portaven una túnica que arriba només fins als genolls, amb pantalons i un turbant. Importava molt més la qualitat del teixit i els bordats. La principal diferència era que les dones de les regions orientals acostumaven a portar pantalons, mentre que a Europa Occidental els pantalons els utilitzaven els homes. Quant al calçat, podien utilitzar botes que anaven fins als genolls, però el calçat seguia sent pla. Ocasionalment també es podien veure capes a l'estil occidental, és a dir, molt àmplies, amb forats per encabir-hi els braços i folrades amb pèl.

### Època barroca
Tant pel cas masculí i femení s'ha de parlar del rei de França, Lluís XIV, per excel·lència el model que molts monarques absolutistes europeus que volien imitar. El model d'estat absolutista amb un rei que té dret diví per governar i que utilitza el mercantilisme per enriquir el recentment aparegut concepte de nació, fa de la cort francesa un exemple per als monarques europeus. Per aquest motiu el cas del rei Sol, Lluís XIV, va ser un autèntic paradigma, ja que va imposar unes modes i una etiqueta que es va copiar a tot Europa. A Versalles, hi havia unes regles precises de com s'havia de vestir la noblesa. Una novetat absoluta va ser la introducció del'habit a la française (vestit com els francesos) que constava de tres peces: una jaqueta de cuir, una llarga peça a la cintura i uns pantalons curts fins al genoll. Una altra novetat amb el mateix èxit va ser la perruca masculina amb rínxols, que feia més gran i estilitzava la silueta de qui la duia.

#### La dona barroca
Durant el barroc l'avituallament de la dona és més suau que al Renaixement. La faldilla guardainfant, per exemple, adopta una forma més rodona. Els cabells són rissats, les mànigues abonbades i al coll es porta un greguesc. El tors segueix volent-se rígid però amb la mateixa forma arrodonida que al Renaixement. En general l'estil de la dona no varia molt, llevat d'una tendència general a formes més arrodonides. Pot notar-se, també, d'altra banda, la utilització de perles, colars en perla o d'arracades. Per primer cop, la part de dalt amb la de baix són independents les unes de les altres. És a dir, el tors és una peça a part que es col·loca per sobre de la faldilla que, contràriament al barroc, no deixa veure el calçat que no és precisament de tacó. Les plomes o guants bordats poden portar-se a la mà com a complement decoratiu.
Vers el 1660 hi ha canvis importants en l'aspecte femení. Desapareixen les dues peces per faldilla a cos sencer. S'hi afegeix el manteau amb unes mànigues més ajustades. Els colors són més clars, blau cel, blanc,... tot i que el cabell segueix estant rissat amb l'aparició, tot i així, de lligadures frontcapdavanteres i de tirabuixons. L'escot és arrodonit i com a complement de tot plegat es pot utilitzar un pal amb un ventall. El jubó adopta una forma més recta, amb ornaments, realçant el pit amb escot rodó. És visible, és a dir, no s'amaga sota la roba. Per aquesta raó és important que estigui ben decorat amb flors,...

#### L'home barroc

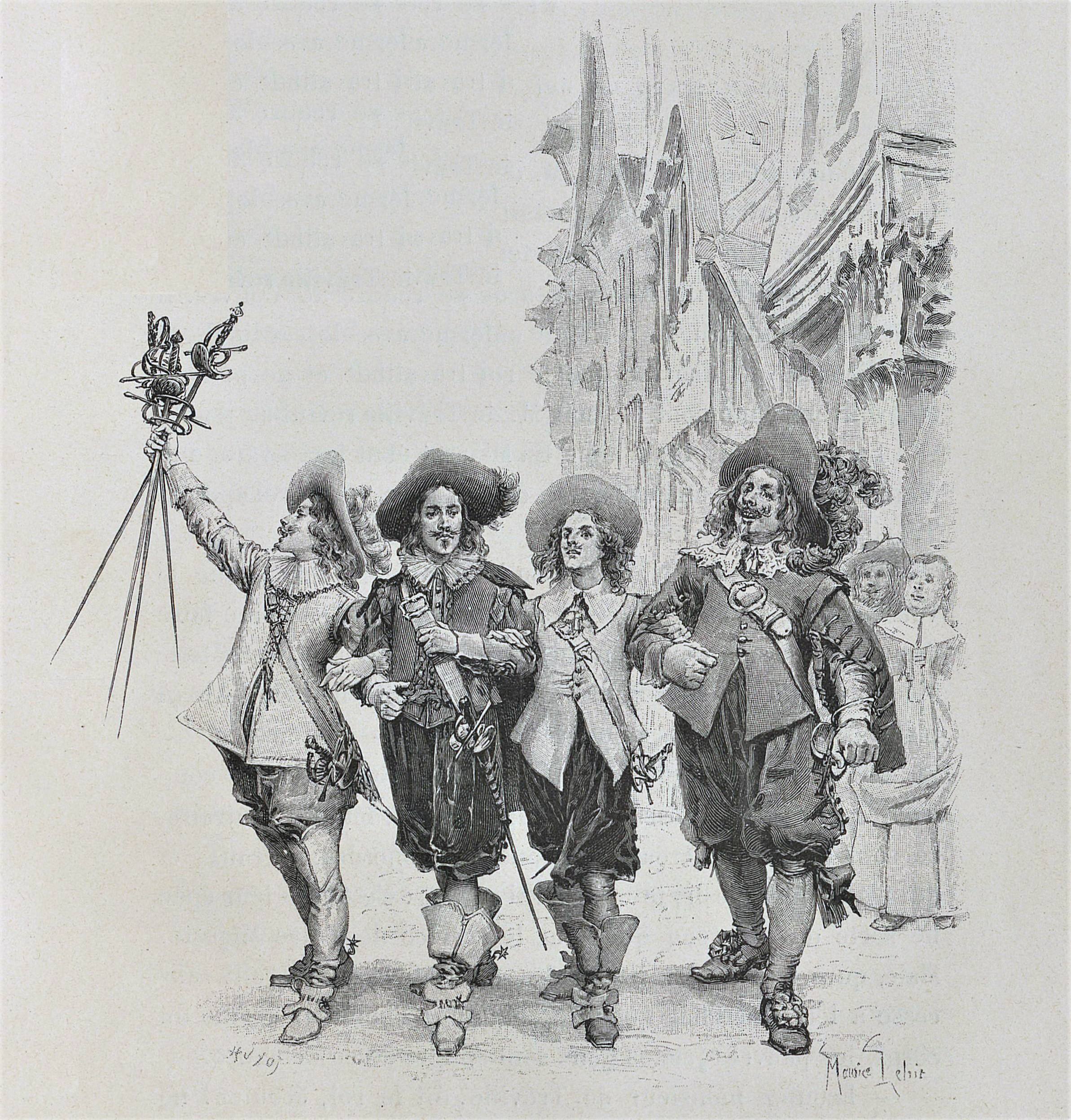
Els Tres Mosqueters, són l'exemple més il·lustratiu de l'home barroc.

Per descriure la moda que portava l'home barroc és més fàcil fer una comparació amb els Tres Mosqueters, ja que, en efecte, durant el barroc la vestimenta era totalment aquesta. S'utilitzaven botes molt altes amb tacó, acompanyades d'un barret d'estil mosqueter i un bastó o espasa. S'abandona el greguesc amb bragueta, les capes voluminoses, les gorgeres i les mitges. S'utilitza encara el gipó però adopta una forma diferent. Sembla més aviat una jaqueta. S'utilitzen pantalons que es posen per dins de la bota i guants llargs. El cabell és rissat i es porta el bigoti. Pot haver-hi també perruques. Tot plegat amb un coll llarg que cobreix les espatlles. Les botes poden tenir boca d'embut.
Vers el 1685 l'home abandona els pantalons que substitueix per unes mitges, que sostenen unes calces ben ornamentades i amb tacons baixos i quadrats, a l'estil Rei Sol. Es tracta d'un vestit que ha caminat cap al cavaller. Els colors, com en l'avituallament de les dones, són força més clars: blau, blanc, marró clar,... Els homes porten una perruca en general blanca, llarga i de tirabuixons. Apareix per primer cop la corbada però es tracta d'una corbada d'encaix fi. El barret mosqueter ja només és un complement de decoració, igual que l'espasa i els guants. El conjunt és de doble peça. És a dir, a la part de dalt es porta una jaqueta amb botons i a la de baix s'acompanya d'unes calces. De fet, la jaqueta es porta mig oberta al coll per encabir-hi la corbata. Pot anar acompanyada d'un mocador que es col·loca en la butxaca del pit, com a decoració. El conjunt és força sofisticat.

### L'estil rococó
El rococó es defineix pel gust pels colors lluminosos, suaus i clars. Predominen les formes inspirades en la natura, en la mitologia, en la bellesa dels cossos nus, en l'art oriental, especialment en els temes galants i amorosos, amb petites cascades, ponts, salzes, templets i pagodes, i es van encarregar directament a la Xina vaixelleries ornades amb gravats d'armes heràldiques.

#### La dona rococó

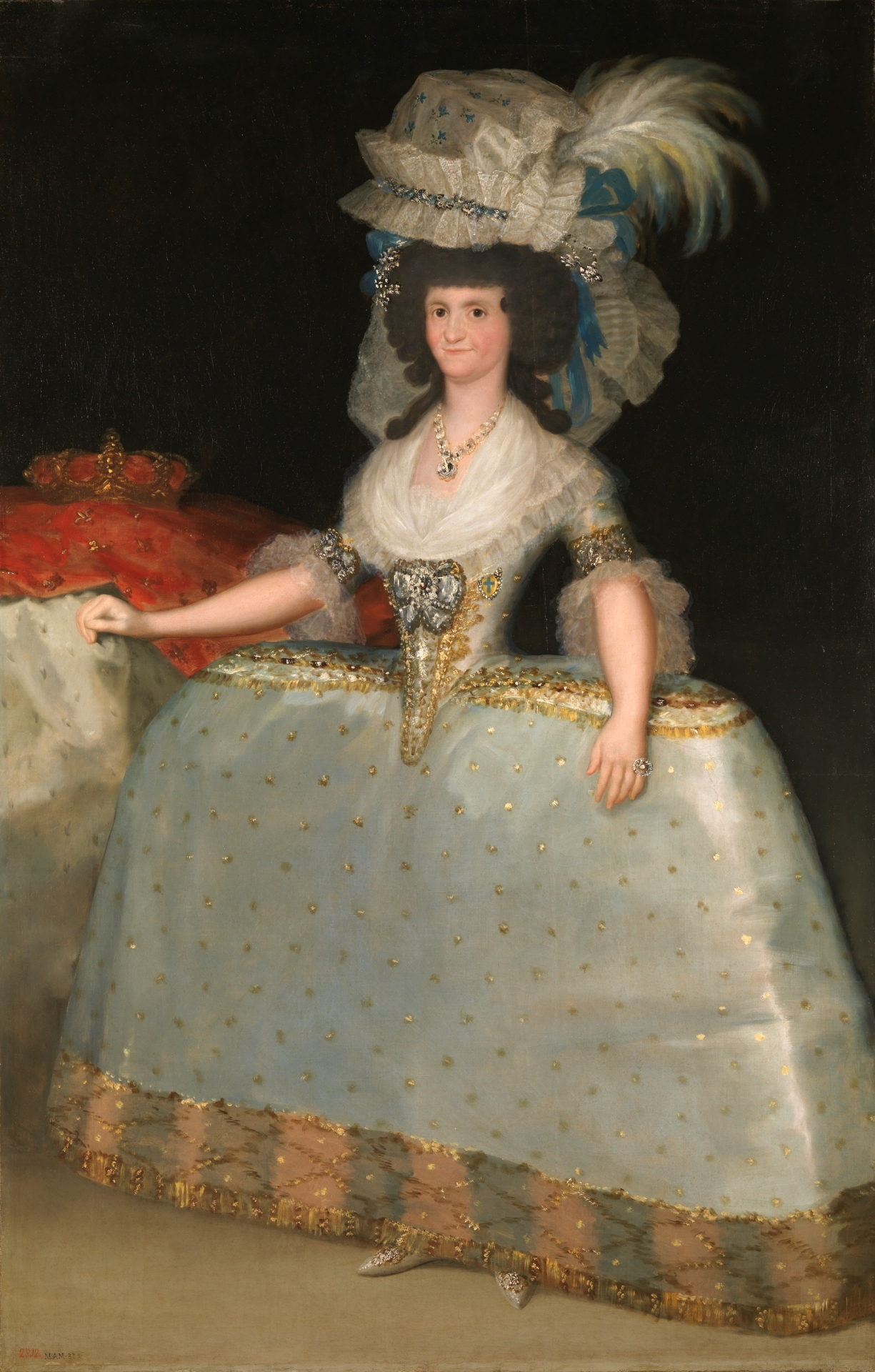
Maria Lluisa de Parma amb tontillo. Pintura d'en (Goya, 1789).

Durant el Rococó el vestit és únicament d'una peça, però la faldilla pren molta extravagància. El tors és totalment rígid i pla per tal d'encabir-hi una faldilla amb més del triple de la cintura. Molt més que al Renaixement. Bastant més. És a dir, l'utilitza el tontillo molt voluminós que dona la forma com d'una taula triangular que voreja la cintura. Les mànigues s'allarguen, no són abonbades, però finalitzen amb bordats. Tot el vestit està ornamentat amb clors, colors molt clars. D'altra banda, pot haver-hi tontillos més suaus, més arrodonits. En aquest cas no es tracta d'un conjunt, però més a aviat d'una faldilla que comença per un petillo acompanyat 'duna jaqueta fina per sobre. L'esquena porta com una cua que comença des del coll i amb plecs.
A la vigília de la Revolució Francesa les classes altes estan totalment fora de la realitat. Allunyades del poble, com més extravagant millor. França és el centre d'atenció. La moda o l'"habit à la fançaise" s'imposa per tot Europa. A imatge de Maria Antonieta, la moda és força sofisticada.

#### L'home rococó
Com les dones, l'home també adopta una vestimenta força extravagant. En conjunt es manté un estil de "cavaller" amb mitges, pals, casaques,... Tanmateix, els macaroni, és a dir, el terme britànic per designar aquests nous homes joves, impregnats d'un estil excèntric tret dels seus viatges a Itàlia, es tradueixen en perruques molt altes, mitges molt estretes, amb armilles ornamentades, tricornis com a barret, mocadors al coll, i el conjunt molt ornamentat amb flors, colors clars,...

## Seglexix

### El model de Dandi

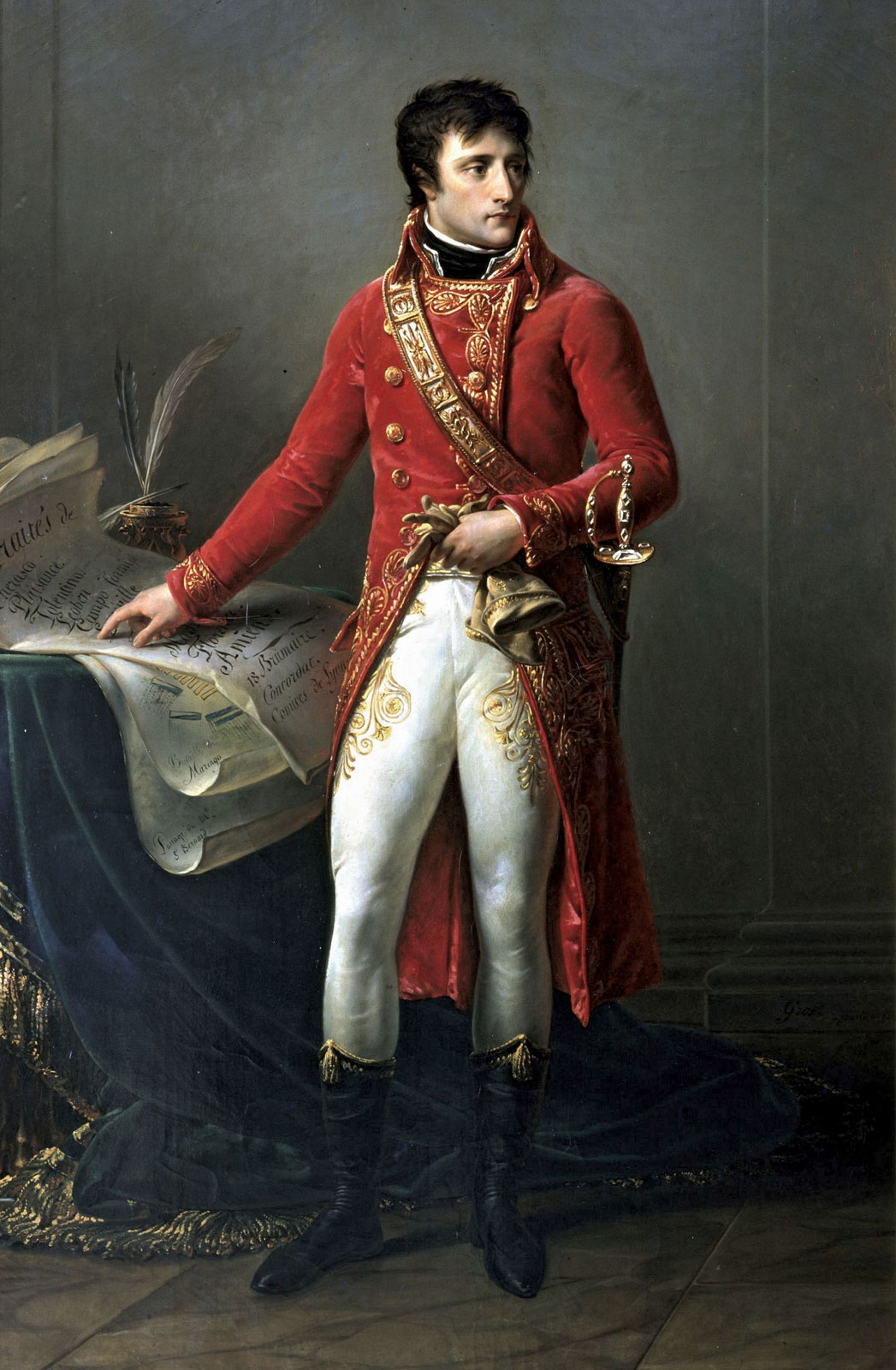
Aquest retrat de Napoleó com a Primer Cònsol il·lustra força bé l'estil dandi.

Les modes de la darrera dècada del s. XVIII reflecteixen una època d'agitació i transformacions que donen pas a una roba més informal, inspirada en el camp i influenciada pel fervor revolucionari de França. La senzillesa es veu a primera vista en els colors, on predomina el blanc amb alguns tocs de color donats només pels complements, marcats en l'abillament de la dona per les capes discretes i pel barret de drap adaptat al cap. Les dones ja no porten estructura interior i el vestit segueix molt més la silueta. No debades, els corsés donen algun toc d'atreviment. Aquest estil més senzill continua amb l'anomenada línia de l'imperi, és a dir, l'abillament dels anys de les Guerres Napoleòniques. Varien essencialment els complements, amb la utilització de paraigües i plomes al cap, dins de l'àmbit femení. L'escot es destaca molt més amb un cinturó just a l'inici dels pits, entre el melic. El conjunt és força més exòtic, a imatge de les campanyes egípcies.
Els homes també adopten un estil més senzill, no tan extravagant. Han desaparegut les perruques altes, els vestits a cavallers, amb complements de guerra, amb pantis ben colorits i adornats,... El nou estil aporta un home més dandi. Porta barret quadrat, alt. Les patilles apareixen amb un conjunt de jaqueta amb pexera cobreix pràcticament tot el cos, deixant les botes húsar a l'aire. Tot plegat es pot combinar amb un fular i corbada, a més d'un corsé adaptat a la jaqueta. Els pantalons són de llana i trenquen completament amb allò que es venia fent fins alhora.

### El mirinyac

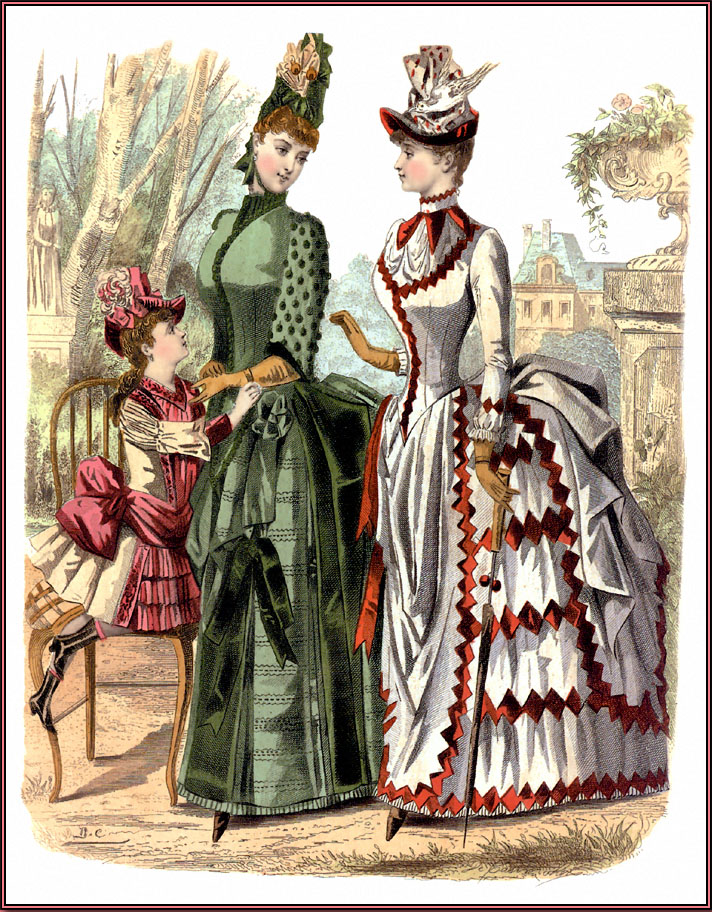
Vestits amb polisson de mitjan dècada de 1880

Si bé a l'inici del segle xix sembla que s'imposa un model més senzill, progressivament s'estenen vestits extravagants que contrasten força amb la senzillesa dels primers anys de segle. Els mirinyacs, també anomenats, crinolina, van ser faldilles àmplies utilitzades per les dones de l'alta burgesia. Es tractava d'un vestit amb una estructura lleugera d'arcs de metall que mantenia un efecte d'ovalitat. Se segueixen utilitzants els paraigües com a complement i els barrets de llençols. Tanmateix, ja cap a la meitat i final de segle, els polissons s'imposen. Consisteixen en vestits amb un aparell destinat a augmentar el volum o a donar suport als drapats de la part posterior de la faldilla en els vestits femenins, sense donar un efecte tan oval i exagerat com els mirinyacs.
Pel que fa a l'abillament de l'home, no hi ha grans diferències. Les patilles s'exageren força més i s'acompanyes amb algun bigoti. El barret quadrat de dandi es manté i a la jaqueta que s'adapta a la silueta, s'hi afegeix una capa acoixinada, força més elegant. El corsé es manté, però la corbata ara és de nus. Els pantalons ja són definitivament remplaçats per pantalons de tela no sempre senyits al 100% a les cames. El calçat està format de tacó clàssic. Els guants es tornen a posar de moda i la jaqueta s'escurça fins als genolls, a vegades fins al cul.

## Segle XX

### Estil oriental
La primera dècada del segle xx es caracteritza per un estil ric i exòtic que es va portar durant la Gran Guerra. És oriental perquè transforma l'abillament asiàtic en una forma més occidentalitzada. Així les dones porten barrets que combinen amb vestits d'estil quimono sense arribar a parèixer-hi. Els homes, en canvi, es decanten per un estil jaqué. Va començar com una peça de roba utilitzada pels cavallers anglesos per muntar a cavall, per això és oberta per darrere, perquè caigui per la part del darrere del cavall. És una peça derivada de les casaques com també ho és el frac i durant un temps al segle xix s'utilitzaven sense fer diferència de nit i de dia. Es caracteritza per la Levita, corbata, pantalons, armilla i plastró.

### Bojos Anys Vint

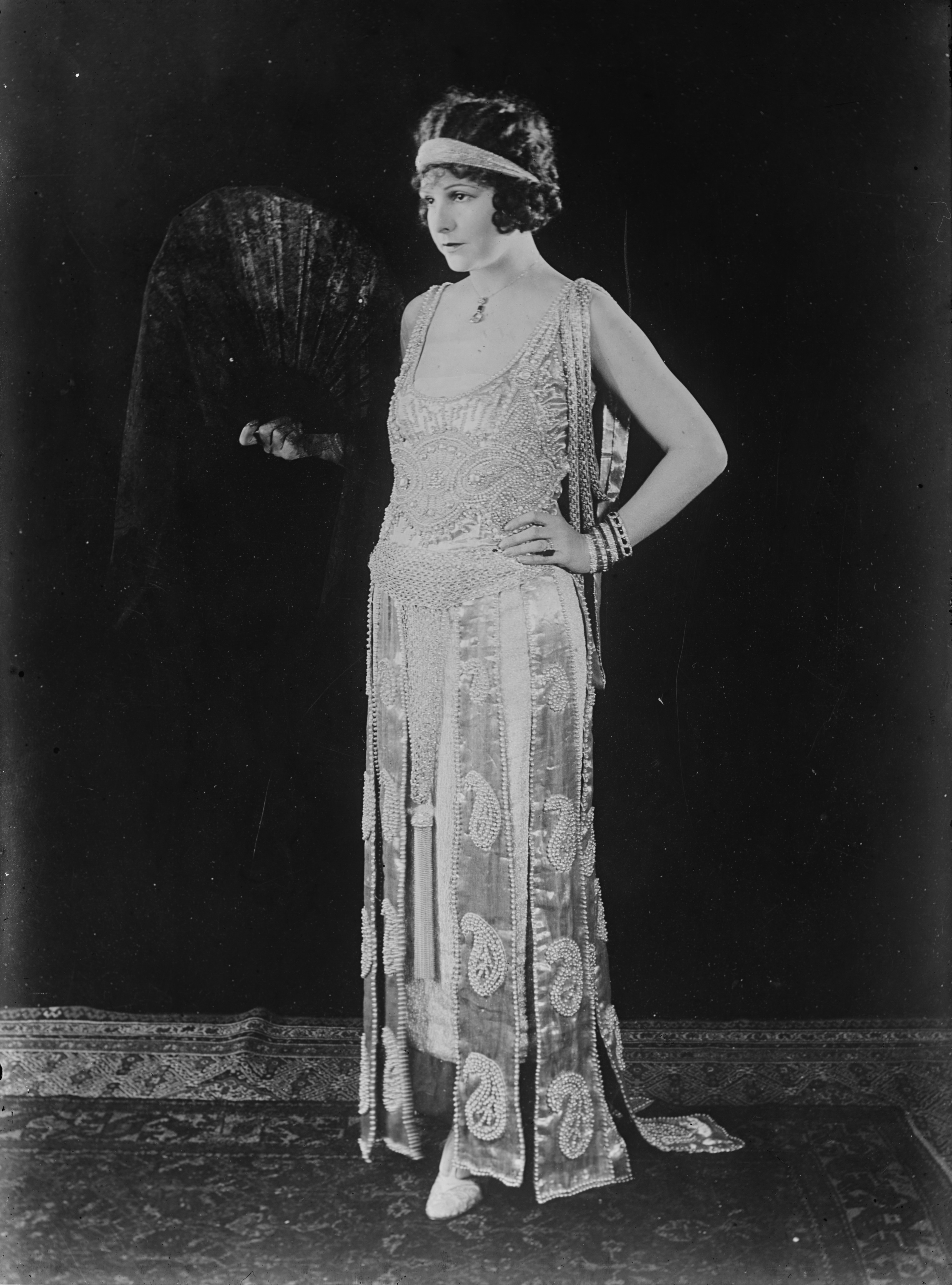
L'actriu Norma Talmadge, prototip de l'estil flapper, de moda als 1920.

Garçonne (francès) o flapper (anglès) és un arquetip de noia alliberada que en la dècada del 1920 (els anys folls) desafiava les rígides normes tradicionals de conducta femenina; forma de vida que es traduïa externament en una indumentària específica, l'estil garçonne, un corrent de moda que dominà els anys vint i que els representa encara en la memòria popular. Més enllà d'estil propi dels anys vint, el fenomen garçonne constituí una forma de lluita (quotidiana) per l'emancipació de les dones, així com una reivindicació (pel fet) de la igualtat entre els sexes; reflecteix una mutació cultural en la concepció del paper del gènere femení que prefigura la dona actual. Quant a la indumentària, la moda garçonne cercava una línia andrògina, com a reacció contra els segles de sotmetiment a estils "ultrafemenins" recarregats que entrebancaven els moviments. Així, es duien vestits o conjunts tubulars i de cintura baixa que dissimulaven els pits i les cuixes. Els cabells es duien curts, generalment en forma de cabellera curta (à la garçonne), sovint pentinada a l'estil Cleopatra; en alguna ocasió, molt curts, imitant l'estil masculí. Les ànsies d'alliberament i la necessitat de menar una vida activa es manifestaven també en la substitució de la cotilla per roba interior còmoda i d'estil modern (i conscientment sexi): sostenidors, calces de camal curt o sense, faixa i mitges de seda (rarament negres en aquesta època) amb portalligues.

### Utilitarisme
El crac del 1929 obliga la frivolitat d'anys anteriors a prendre's les coses amb més seriositat i això es veu força reflectit en el vestuari que torna a formes més senzilles, simples i útils. Els homes deixen que les teles més lleugeres continuïn omplint l'armari, amb un vestuari de forma general més sport, més golfista, més tenista. S'utilitza la jaqueta sport, amb el club de la butxaca esquerra, el polo com a interior, un calçat esportiu i un conjunt més blanc, sense color amb teles ben lleugeres,...

### New Look
Dos anys després del final de la Segona Guerra Mundial, el modista francès Christian Dior llança l'anomenat New Look. La silueta que va definir ja havia aparegut a finals de la dècada dels 1930, però la guerra va frenar el seu desenvolupament fins que l'alta costura hi va tornar al 1944. La seva nova aparició va suposar un trencament amb la dècada anterior. El New Look es caracteritza per un vestit en forma de camisa que marca la silueta amb un cinturó força gran i vistós.

### Roba adolescent

La pel·lícula Grease il·lustra força bé el nou estil adolescent.

Fins a finals de la dècada dels 1940, els joves deixaven els estudis abans dels 16 anys per treballar o allistar-se a l'exèrcit, però en la dècada dels 1950 es queden a casa dels pares i això fa que tinguin més temps i vulguin reafirmar la seva identitat. Els fabricants de texans atrauen els joves adolescents amb nous models estrets, la demanada dels quals creix gràcies a les estrelles del rock com Eddie Coharan o Elvis Presley. El 1953 Brando dona als adolescents un uniforme de moda que els permet rebel·lar-se. És en aquest període que surt les tribus juvenils com les bobby-soxers o els beats, els eddys boys o teddy girls,... La dona vesteix estil escolar, l'home estil caçadora amb vaquers i jaqueta negra de cuir.

### Glam Rock
La minifaldilla és sens dubte la revolució més gran de la moda als anys 1960. Atrets pels ídols musicals, les joves comencen a portar faldilles molt curtes que escandalitzen la societat. Moda vinguda del Regne Unit, s'imposa a la resta del món. L'escàndol és visible, massa cuixa a la vista i malgrat les crítiques la minifaldilla s'imposa en la vestimenta fins avui dia. A l'època associacions varen formar-se per defensar la minifaldilla davant l'expectació negativa que va generar. L'altra gran novetat són els colors plàstics llampants que porta la joventut de manera general. El tallat de cabells i les sandàlies també són força trencadors. Homes i dones decideixen portar cabell curt, en forma de copa, pintats o no. Les dones acostumen a portar el vestit-abric amb un cinturó gran i ben llampant al bell mig. Els homes, en canvi, refereixen l'estil The Who. Els dissenyadors de moda utilitzen els famosos per vendre i funciona. L'home adopta de cop i volta un vestit-abric força semblant al femení, però sense mànigues perquè surti la roba interior de color més fosc, contrastant amb els colors llampants de l'exterior. S'utilitza la cremallera per primer cop, el coll i el cinturó igual d'enorme i visible que el femení.

### La revolució de la igualtat
Els anys 1970 foren la revolució del pantaló per a les dones i del cabell llarg per als homes. Empesos pel moviment d'igualtat entre sexes, la roba proposa estils contraris per a cada sexe en comparació a allò que s'acostumava a portar. Si la dècada anterior, per exemple, el món aconseguí escandalitzar-se amb les minifaldilles, ara és el torn del pantaló. Tota una novetat. Fins llavors la dona mai havia utilitzat el pantaló i de cop i volta aquest es popularitza entre el públic femení, trencant tabús. Es combina un estil executiu amb el pantaló. El moviment hippie, d'altra banda, també posa de moda els vestits llargs estampats, amb turbants, força lleugers, molt colorits i decontractés per a les dones. L'home segueix l'estil flower power però posant en relleu els cabells llargs, pantalons vaquers amb punta oberta i camises de flors, descontractés.

### Estil esportiu i executiu
L'auge de la gimnàstica a la dècada dels 1980 es va catalitzar a la moda en una fusió entre roba de cada dia i roba esportista. S'utilitzen els escalfadors, els bodys, pantalons d'esport, amb top curt i tot un conjunt força décontracté. La imatge més marcant i alhora representativa és Donna Karan que va popularitzar el body. Els homes utilitzen, per la seva banda, un estil també força esportiu amb pantalons xandalls, dessuadores de jugador de beisbol i sabates de bàsquet.
Paral·lelament a l'estil esportiu, també es deixa estendre un estil més formal, proper a l'executiu entre les dones. Faldilla curta amb una jaqueta que arriba fins a la cintura. Tacons i un escot que no acaba de deixar-se veure. L'home també s'hi adapta i deixa parèixer un aspecte més man in black.

### L'arribada del punk i cultura dance

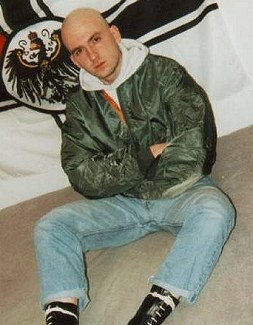
Skinhead nazi

Els anys 1980 i 1990 estan marcats per la cultura dance i el punk. El punk aporta un estil totalment radical i transgressor. Cabells de cresta, pintats o no, vaquers estripats i gastats, botes enormes amb punxes, braçalets de punxa, simbologia totalment provocativa,... La intenció es provoca, fer-se odiar, mirar que ningú t'entengui. Això mateix provocar polèmiques i portades importants a la premsa degut als skinheads, que acostumaven a portar de cap les autoritats per les manifestacions algun cop violentes als carrers. A Catalunya el fenomen pren el nom de caprapats. Contrastant, i amb l'arribada de la música disco, l'estil skinhead va deixant lloc a l'anomenat estil mod que torna a posar al gust l'estil dandi, això sí, amb certes alteracions. Mitjons visibles, sabates llampants i visibles, pantalons que van molt més enllà del melic i jaqueta adaptada a aquesta alçada, cabell cresta, sense estar rapat, mocador acompanyant i copa a la mà. Mods i skinkheads s'afrontaran fins i tot al carrer.

## S. XXI

### Els pantalons baggy i slim
A la dècada dels 2000 i amb l'arribada altra cop de la música rap i R&B a les estacions de ràdio es posa ràpidament de moda els pantalons dits "Baggy". Es tracta de texans amples que els joves portaven més avall de la cintura, deixant veure la roba interior, que s'ha de veure colorida. És una moda que provenia dels Estats Units i que reprenia l'estil d'abillament dels presos afroamericans. L'escàndol va ser força gran vist que el nou estil incomodava per les connotacions i per la realitat que desprenia. Diferents artistes de l'època en van ser grans promotors: Usher, Avril Lavigne, Eminem,... La polèmica va derivar als EUA en lleis marginades per estat en què s'hi prohibia els joves a portar els baggy sota pena de sanció econòmica o presó. A la dècada posterior als 2000 i, un cop més, marcada per la música, l'arribada dels DJ's i de l'electrònica fa que s'adopti un estil totalment contrari als babby, és a dir, es prefereix els pantalons "slim". Són texans molt estrets i adaptats a la silueta de les cames que es combinés amb samarretes més llargues.